# Dendrophthoe recurva
Dendrophthoe recurva là một loài thực vật có hoa trong họ Loranthaceae. Loài này được (Wall. ex DC.) G.Don mô tả khoa học đầu tiên năm 1834.